# Haemaphysalis lobachovi
Haemaphysalis lobachovi este o specie de căpușe din genul Haemaphysalis, familia Ixodidae, descrisă de Kolonin în anul 1995. Conform Catalogue of Life specia Haemaphysalis lobachovi nu are subspecii cunoscute.